# Joan García
Joan García Pons (Sallent, 4 maggio 2001) è un calciatore spagnolo, portiere del Barcellona.

## Caratteristiche tecniche
È un portiere fisicamente prestante, abile nei duelli uno contro uno con gli attaccanti e nel gioco aereo, nonché dotato di ottimi riflessi, senso della posizione e carisma.

## Carriera

### Club

#### Gli inizi, Espanyol

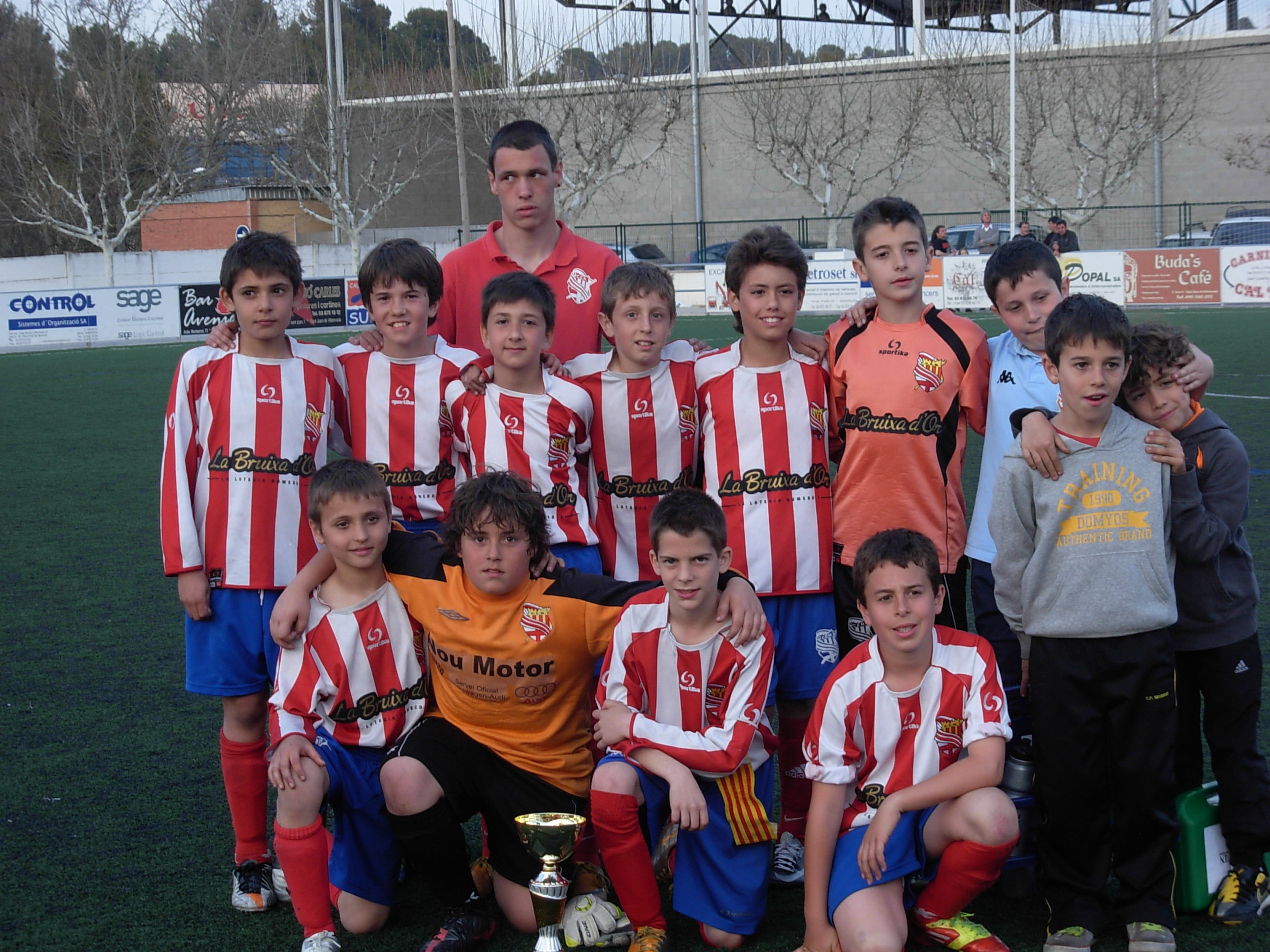
Joan García (quarto a destra) con il nel 2012

Nel 2005 inizia a giocare a calcio nel Sallent, squadra della sua città natale. Dopo 4 anni passa al Manresa, dove militerà nella trafila giovanile per 3 stagioni. Infine, dal 2012 al 2016 gioca nella Damm.
Nel 2016 entra a far parte del settore giovanile dell'Espanyol. Ha debuttato con l'Espanyol B il 28 settembre 2019, nell'incontro di Segunda División B pareggiato per 1-1 contro il Valencia Mestalla. L'11 febbraio 2020, ha rinnovato il proprio contratto con il club fino al 30 giugno 2025. Il 1º dicembre 2021 ha debuttato in prima squadra nell'incontro di Coppa del Re vinto per 3-2 contro il Solares.
Nella stagione 2023-2024, contribuisce alla promozione del club catalano dalla seconda alla massima serie spagnola, in seguito alla vittoria dei play-off. Nell'annata seguente, invece, disputa tutti e 38 gli incontri di campionato da titolare, contribuendo alla salvezza dell'Espanyol all'ultima giornata; al termine del torneo, risulta il portiere esecutore del maggior numero di parate (146) e che ha subito il numero più alto di tiri in porta (197).

#### Barcellona
Il 18 giugno 2025, viene ufficializzato l'ingaggio a titolo definitivo di Joan García da parte del Barcellona, sempre nella Liga, con cui firma un contratto valido dal 1° luglio seguente, e fino al 30 giugno 2031. L'accordo è stato raggiunto sulla base di circa 25 milioni di euro, diventando così la seconda cessione più onerosa nella storia dell'Espanyol (dietro soltanto a quella di Borja Iglesias al Betis nel 2019). Questo trasferimento, tra lo scalpore generale, ha mandato su tutte le furie i tifosi dell'Espanyol, che gli hanno dato del traditore, dato che è passato agli eterni rivali. Debutta con i Blaugrana nella prima giornata di campionato vinta 3-0 contro il Maiorca, in cui si procura anche un'espulsione.

### Nazionale
Ha giocato nelle nazionali spagnole Under-18, Under-19, Under-20 ed Under-21.
Nel 2024 è stato convocato dalla nazionale olimpica spagnola per partecipare ai Giochi della XXXIII Olimpiade, chiuse con la conquista dell'oro.
Nel 2025 ha disputato una partita con la nazionale della Catalogna, nell'amichevole non FIFA contro il Costa Rica (vinta 2-0).

## Statistiche

### Presenze e reti nei club
Statistiche aggiornate al 16 agosto 2025.
| Stagione          | Squadra           | Campionato        | Campionato | Campionato | Coppe nazionali | Coppe nazionali | Coppe nazionali | Coppe continentali | Coppe continentali | Coppe continentali | Altre coppe | Altre coppe | Altre coppe | Totale | Totale | Totale |
| Stagione          | Squadra           | Comp              | Pres       | Reti       | Comp            | Pres            | Reti            | Comp               | Pres               | Reti               | Comp        | Pres        | Reti        | Pres   | Reti   |        |
| ----------------- | ----------------- | ----------------- | ---------- | ---------- | --------------- | --------------- | --------------- | ------------------ | ------------------ | ------------------ | ----------- | ----------- | ----------- | ------ | ------ | ------ |
| 2019-2020         | Espanyol B        | SDB               | 2          | -2         |                 | -               | -               |                    | -                  | -                  |             | -           | -           | 2      | -2     |        |
| 2020-2021         | Espanyol B        | SDB               | 15         | -20        |                 | -               | -               |                    | -                  | -                  |             | -           | -           | 15     | -20    |        |
| Totale Espanyol B | Totale Espanyol B | Totale Espanyol B | 17         | -22        |                 | -               | -               |                    | -                  | -                  |             | -           | -           | 17     | -22    |        |
| 2021-2022         | Espanyol          | PD                | 2          | -3         | CR              | 2               | -3              |                    | -                  | -                  |             | -           | -           | 4      | -6     |        |
| 2022-2023         | Espanyol          | PD                | 1          | -3         | CR              | 3               | -2              |                    | -                  | -                  |             | -           | -           | 4      | -5     |        |
| 2023-2024         | Espanyol          | SD                | 18         | -8         | CR              | 3               | -2              |                    | -                  | -                  |             | -           | -           | 21     | -10    |        |
| 2024-2025         | Espanyol          | PD                | 38         | -51        | CR              | 0               | 0               | 0                  | 0                  | 0                  | 0           | 38          | -51         |        |        |        |
| Totale Espanyol   | Totale Espanyol   | Totale Espanyol   | 76         | -87        |                 | 8               | -7              |                    | -                  | -                  |             | -           | -           | 84     | -94    |        |
| 2025-2026         | Barcellona        | PD                | 1          | 0          | CR              | 0               | 0               | UCL                | 0                  | 0                  | SS          | 0           | 0           | 1      | 0      |        |
| Totale carriera   | Totale carriera   | Totale carriera   | 77         | -87        |                 | 8               | -7              |                    | -                  | -                  |             | -           | -           | 85     | -94    |        |

## Palmàres

### Nazionale
- Oro olimpico: 1

Parigi 2024